# Gerber Pál
Gerber Pál (Tatabánya, 1956. március 15. –) Munkácsy Mihály-díjas (1997) magyar festőművész. A Budapesti Metropolitan Egyetem óraadó tanára.

## Életpályája
1978–1983 között a Magyar Képzőművészeti Főiskola hallgatója volt; itt Blaski János és Sváby Lajos oktatta. 1983-tól kiállító művész. 1983–1988 között a Fiatal Képzőművészek Stúdiójának tagja, 1989–1994 között vezetőségi tagja volt. 1992-ben a Római Magyar Akadémia ösztöndíjasa volt. 1994-ben az USA-ban USIA-ösztöndíjas volt. 1996-ban Bonnban ösztöndíjas volt.
Festészettel, installációval, plasztikával, objektekkel, fotóval és performansszal is foglalkozott.

## Családja
Szülei: Gerber Pál és Végh Katalin voltak. Felesége, Rusz Ágnes. Egy fia van: Márton László (1993).

## Művei
- Látogató az experimentális textil előtt (1986-2010)
- Akt – Hegyek között – Nem tudhatok én sem mindent előre (1987)
- Adakozás (1989)
- Obeliszk (1989)
- Áthúzott tárgy – Érdemjegy (1989)
- Fejtés biztosítás nélkül (1989)
- Gőzölgő kávé ás kard (1989)
- Intellektuális terv (1989)
- Köszönjük (1989)
- Szövetség (1989)
- Táj két baltával (1989)
- Toronyépület (1989)
- A kereszt barkácsolása (1990)
- A zene mindenkié (1990)
- Négy független önálló tétel I.-III. (1990)
- Romantikus tájak, antiromantikus motívumokkal (1991)
- Kreatív művész, aki saját autonóm formanyelvének megteremtésén fáradozik (1991-2010)
- A Férfiasság, a Nőiesség, a Házasság és az Igazság hajója törött árboccal hazafelé tart (1992)
- A föld sója (1992)
- Anyai szeretet (1992)
- Eltalált alma (1992)
- Én nem szeretem a pesszimizmust (1992)
- Félelemkovácsa (1992)
- Légy jó mindhalálig (1992)
- Olajfolt – Kis ország vagyunk (1992)
- Vágyom egy nő után (1992)
- Veronika – Légy erős (1992)
- Repedés és szakadás – Törött remények (1992-1993)
- Becsületes helytállás (1992-1993)
- Száz cím (1992-2010)
- A szorongás edényei (1993)
- Fáradozó művészek (1993)
- Három balsejtelem – Felemelt kezű gólya (1993)
- Okos táj - Kezdeti problémával (1993)
- A két összetéveszthető három szanzavéra példája (1994)
- Remény szakmunkában (1994)
- Három használt 1994-es karácsonyfa (1995)
- Eldugott koporsó (1996)
- Hálátlan szerep (1996)
- Szétnyílt doboz – Legyek által elfoglalt világ (1996)
- Te egy kiválasztott vagy (1996)
- Csilláron akadt tárgy (1998)
- Modern szobor a liverpooli Tate Gallery-ből (1998)
- Tartsátok vissza a nevetést (2001-2010)
- A legnagyobb művész, aki szabad kézzel húzza az egyenestés rajzolja a kört (2002)
- Kereszt helyett az antennán (2002)
- Mindenki úgy ül, ahogy tud (2002)
- Utánfutó három ruhadarabon (2002)
- Cipő az elnyomás ellen (2003)
- Két nyakkendő (2003)
- Női táska szakadt gyöngysorral (2003)
- Fekvő nő – Halott szobor (2004)
- Fertőzött ember (2004)
- Csőrökkel szemetelő gólyák (2005)
- A művész útja (2005)
- A pénz köré tekert darab (2005)
- A torony körül (2005)
- Bálnazsírral bekenik a tiszta ingeket (2005)
- Bedobott törülköző (2005)
- Egymásba nyíló szobák (2005)
- Majd a művészet fogja megállítani (2005)
- Okker zászló (2005)
- Mindenre lő (2005)
- Tavaszi kert (2005)
- Zászlófilm (2005)
- Gabi rövid története (2005-2010)
- Mi a készség? (2005-2010)
- A katicabogárról eddig azt hittem, hogy sima, piros és kerek (2006-2010)
- Önkritika nélkül élni (2006-2010)
- A kimaradt tizenegyes szárnyakat adhat nekik (2007)
- A művész erkölcsi és szakmai kötelessége (2007-2010)
- A szarvas kendője (2008)
- Árkép I-IV. (2008)
- Felfüggesztett kép (2008)
- Helyére tenni a köcsögöt (2008)
- Indián szobor (2008)
- Meggyötört csont (2008)
- A művészet súlya – A művészet felemel (2010)
- A rekordárú műtárgy (2010)
- A század, amely csordultig telt mindazzal, ami lényegtelen és kompromisszum (2010)
- Az igazság szabaddá tesz (2010)
- Karácsonyfatalp (2010)
- Kerek tárgy – A téboly emblémája (2010)
- Leragasztott doboz (2010)
- Méretkép – Ablakrács terve (2010)
- Por a modernizmuson (2010)
- Szépek és jók országa (2010)
- Tanya keresztúttal (2010)
- Tanya plusszal (2010)
- Tatabánya – A pingvinek éjszakája (2010)
- Törvény szerint (2010)

## Kiállításai
| - 1982-1983, 1991 Tatabánya - 1988 Körmend - 1989-1998, 2001-2002, 2005, 2007-2008, 2010-2011, 2014, 2017-2018, 2022 Budapest - 1991 Amszterdam - 1994, 2005 Dunaújváros - 1995 Berlin, Székesfehérvár - 2021 Marosvásárhely | - 1984 Tatabánya - 1987 Szentendre, Budapest - 1989-1997, 2000-2001, 2004-2005, 2007-2008, 2011-2014, 2018-2020 Budapest - 1990-1991, 1994, 2016-2017 Dunaújváros - 1994 Veszprém - 1996 Bécs, Székesfehérvár - 1997 Ózd - 2006 Berlin, Debrecen - 2009, 2014, 2019, 2021 Debrecen - 2011 Madrid - 2012 Bécs - 2013 Székesfehérvár - 2018-2019 Szentendre |

## Díjai
- Fiatal Képzőművészek Stúdiója Egyesület díja (1989)
- Eötvös-ösztöndíj (1991)
- A Művészeti Alap Képzőművészeti díja (1991)
- Munkácsy Mihály-díj (1997)
- Magyar Arany Érdemkereszt (2020)